# Rafael Soto Andrade
Rafael Soto Andrade (ur. 14 października 1957) – hiszpański jeździec sportowy, srebrny medalista olimpijski z Aten (2004).
Największe sukcesy odnosił w konkurencji dresażu. Zawody w 2004 były jego trzecimi igrzyskami olimpijskimi, wcześniej startował w 1996 i 2000. Po medal sięgnął w drużynie, wspólnie z nim tworzyli ją Beatriz Ferrer-Salat, Juan Antonio Jiménez i Ignacio Rambla. Startował na koniu Invasor. Drużynowo był również brązowym medalistą mistrzostw świata w 2002 i Europy w 2003.